# Coccoloba krugii
Coccoloba krugii Lindau – gatunek rośliny z rodziny rdestowatych (Polygonaceae Juss.). Występuje naturalnie na Karaibach oraz w archipelagu Bahamów. 

## Morfologia
PokrójWiecznie zielony krzew dorastający do 2–6 m wysokości. Kora jest gładka i ma szarą barwę.
LiścieIch blaszka liściowa jest nieco skórzasta i ma kształt od owalnego do okrągławego. Mierzy 3–5 cm długości oraz 1–2,5 cm szerokości, o nasadzie od niemal sercowatej do rozwartej i tępym wierzchołku. Ogonek liściowy jest owłosiony i osiąga 3–6 mm długości. Gatka jest błoniasta i dorasta do 3–5 mm długości.
KwiatyJednopłciowe, zebrane w grona o długości 5–8 cm, rozwijają się na szczytach pędów. Listki okwiatu mają biało-zielonkawą barwę.
OwoceMają wrzecionowaty kształt, osiągają 4–5 mm długości oraz 3–4 mm szerokości.

## Biologia i ekologia
Rośnie na wybrzeżach.